# Nuoto ai Giochi della XXVI Olimpiade - 200 metri dorso femminili
Hanno partecipato alle batterie di qualificazione 33 atlete: le prime 8 si sono qualificate per la finale A, le successive 8 invece si sono qualificate per la finale B.

## Finale A
25 luglio 1996
| Posizione | Atleta              | Paese         | Tempo   |
| --------- | ------------------- | ------------- | ------- |
|           | Krisztina Egerszegi | Ungheria      | 2:07.83 |
|           | Whitney Hedgepeth   | Stati Uniti   | 2:11.98 |
|           | Cathleen Rund       | Germania      | 2:12.06 |
| 4         | Anke Scholz         | Germania      | 2:12.90 |
| 5         | Miki Nakao          | Giappone      | 2:13.57 |
| 6         | Anna Simcic         | Nuova Zelanda | 2:14.04 |
| 7         | Lorenza Vigarani    | Italia        | 2:14.56 |
| 8         | Nina Živanevskaja   | Russia        | 2:14.59 |

## Finale B
| Posizione | Atleta          | Paese         | Tempo   |
| --------- | --------------- | ------------- | ------- |
| 9         | Mai Nakamura    | Giappone      | 2:13.40 |
| 10        | Beth Botsford   | Stati Uniti   | 2:13.48 |
| 11        | Yan Chen        | Cina          | 2:14.37 |
| 12        | Joanne Deakins  | Regno Unito   | 2:14.50 |
| 13        | Chang-Ha Lee    | Corea del Sud | 2:14.55 |
| 14        | Catalina Casaru | Romania       | 2:15.15 |
| 15        | Hélène Ricardo  | Francia       | 2:16.29 |
| 16        | Marianne Kriel  | Sudafrica     | 2:18.41 |

## Non qualificate
| Posizione | Atleta                | Paese                | Tempo   |
| --------- | --------------------- | -------------------- | ------- |
| 17        | Mette Jacobsen        | Danimarca            | 2:16.68 |
| 18        | Nicole Stevenson      | Australia            | 2:16.71 |
| 19        | Isabela Burczyk       | Polonia              | 2:16.91 |
| 20        | Julie Howard          | Canada               | 2:17.25 |
| 21        | Kateřina Pivoňková    | Rep. Ceca            | 2:18.20 |
| 22        | Yseult Gervy          | Belgio               | 2:18.69 |
| 23        | Ivette María          | Spagna               | 2:18.72 |
| 24        | Lydia Lipscombe       | Nuova Zelanda        | 2:19.54 |
| 25        | Anu Koivisto          | Finlandia            | 2:19.58 |
| 26        | Petra Chaves          | Portogallo           | 2:20.49 |
| 27        | Maja Grozdanić        | Jugoslavia           | 2:20.65 |
| 28        | Wu Yanyan             | Cina                 | 2:20.89 |
| 29        | Gillian Thomson       | Filippine            | 2:21.36 |
| 30        | Praphalsai Minpraphal | Thailandia           | 2:21.82 |
| 31        | Katerina Klepkou      | Grecia               | 2:22.83 |
| 32        | Dijana Kvesić         | Bosnia ed Erzegovina | 2:23.78 |
| 33        | Lin Chi-chan          | Taipei cinese        | 2:24.50 |